# Кривоброди
Кривобро́ди — село в Україні, у Матеївецькій сільській громаді Коломийського району Івано-Франківської області.
12 червня 2020 року село увійшло до меж нового Коломийського району.. Доти входило до Косівського району.

## Географія
У селі бере початок річка Цуцулин, права притока Пруту та річка Химчинець, ліва притока Рибниці.

## Відомі люди
- Гах Дмитро — командир куреня УПА «Гайдамаки» (ВО-4 «Говерла»). Помер у селі.
- Долішняк Юрій Миколайович «Білий», «155» (26.04.1916, смт. Яблунів Косівського р-ну Івано-Франківської обл. — 1.05.1948, біля с. Кривоброди) — командир сотні УПА «Сурма» куреня «Гайдамаки» ТВ 21 «Гуцульщина» (1945—1947), субреферент СБ Коломийського надрайонного проводу ОУН (1947-05.1948). Загинув у сутичці з військово-чекістською групою МДБ у лісі Камерал. Поручник УПА (22.01.1946); відзначений Бронзовим хрестом бойової заслуги (31.08.1947)[2].

## Історія
- Виникло у 90-х роках XIX ст. Село заснували переселенці, зібрані з різних місцевостей, тому воно спочатку мало назву Зібранівка, а згодом поділилося на Гуцулівку (переважали переселенці з Березова, який вважали гуцульським селом) та Кривоброди (назва від потоку Кривого). Назва села пішла від назви потоку «Кривий».

| Україна | Це незавершена стаття з географії України. Ви можете допомогти проєкту, виправивши або дописавши її. |